# Beauséjour (circonscription fédérale)
Pour les articles homonymes, voir Beauséjour.
Circonscription électorale fédérale du Canada
Beauséjour est une circonscription électorale fédérale canadienne dans la province du Nouveau-Brunswick dont le représentant siège à la Chambre des Communes depuis 1987.

## Historique
La circonscription première mouture a été créée en 1987 par la fusion du Comté de Kent (sauf les paroisses d'Acadieville et de Carleton) et le Comté de Westmorland (sauf les villes de Moncton et Dieppe, la paroisse de Salisbury et une partie de la paroisse de Moncton).
En 1996, la paroisse de Salisbury et la partie manquante de la paroisse de Moncton ont été rattachées à la circonscription ainsi que tout le Comté d'Albert à l'exception de la ville de Riverview et le Comté de Kent, à l'exception des paroisses d'Acadieville, Carleton, Saint-Louis et Saint-Charles, ainsi que les villages de Saint-Louis-de-Kent et Rogersville.
En 1997, le nom a été changé en Beauséjour-Petitcodiac, sans modification de territoire.
Depuis 2003 la circonscription a retrouvé le nom Beauséjour et s'étend sur le Comté de Westmorland sauf Moncton, la moitié de Dieppe, Petitcodiac, Salisbury et la paroisse de Salisbury, et sur le Comté de Kent sauf les paroise d'Acadieville, de Carleton et du village de Rogersville.
Sa population est de 76 259 dont 62 291 électeurs sur une superficie de 6 820 km2. Les circonscriptions limitrophes sont Miramichi, Fredericton, Fundy Royal, Moncton—Riverview—Dieppe et Cumberland—Colchester—Musquodoboit Valley; elle est reliée à la circonscription de Malpeque dans l'Île-du-Prince-Édouard  par le pont de la Confédération.
L'actuel député est le libéral Dominic LeBlanc.

## Liste des députés successifs
|  | Législature | Date élection     | Député            | Profession                   | Parti   |
|  | ----------- | ----------------- | ----------------- | ---------------------------- | ------- |
|  | 34e         | 21 novembre 1988  | Fernand Robichaud | Enseignant, homme d'affaires | Libéral |
|  | idem        | 20 décembre 1990  | Jean Chrétien     | Avocat                       | Libéral |
|  | 35e         | 25 octobre 1993   | Fernand Robichaud | Enseignant, homme d'affaires | Libéral |
|  | 36e         | 2 juin 1997       | Angela Vautour    | Fonctionnaire                | NPD     |
|  | 37e         | 27 novembre 2000  | Dominic LeBlanc   | Avocat                       | Libéral |
|  | 38e         | 28 juin 2004      | Dominic LeBlanc   | Parlementaire                | Libéral |
|  | 39e         | 23 janvier 2006   | Dominic LeBlanc   | Parlementaire                | Libéral |
|  | 40e         | 14 octobre 2008   | Dominic LeBlanc   | Parlementaire                | Libéral |
|  | 41e         | 2 mai 2011        | Dominic LeBlanc   | Parlementaire                | Libéral |
|  | 42e         | 19 octobre 2015   | Dominic LeBlanc   | Parlementaire                | Libéral |
|  | 43e         | 21 octobre 2019   | Dominic LeBlanc   | Parlementaire                | Libéral |
|  | 44e         | 20 septembre 2021 | Dominic LeBlanc   | Parlementaire                | Libéral |
|  | 45e         | 28 avril 2025     | Dominic LeBlanc   | Parlementaire                | Libéral |

## Résultats électoraux
Modèle:Élection générale canadienne de 2025 — Beauséjour
|       | Candidat            | Parti        | # de voix | % des voix |
|       | Ann Bastarache      | Conservateur | +06 017,  | 11,37 %    |
|       | (X) Dominic LeBlanc | Libéral      | +36 534,  | 69,02 %    |
|       | Hélène Bourdeau     | NPD          | +08 009,  | 15,13 %    |
|       | Kevin King          | Vert         | +02 376,  | 4,49 %     |
| Total | Total               | Total        | 52 936    | 100 %      |

|       | Candidat            | Parti        | # de voix | % des voix |
|       | Evelyne Chapman     | Conservateur | +14 811,  | 33,27 %    |
|       | (x) Dominic LeBlanc | Libéral      | +17 399,  | 39,08 %    |
|       | Susan Levi-Peters   | NPD          | +10 397,  | 23,35 %    |
|       | Natalie Arsenault   | Vert         | +01 913,  | 4,3 %      |
| Total | Total               | Total        | 44 520    | 100 %      |

|       | Candidat            | Parti        | # de voix | % des voix |
|       | Omer Leger          | Conservateur | +12 506,  | 29,16 %    |
|       | (x) Dominic LeBlanc | Libéral      | +20 059,  | 46,76 %    |
|       | Chris Durrant       | NPD          | +07 242,  | 16,88 %    |
|       | Michael Milligan    | Vert         | +03 087,  | 7,2 %      |
| Total | Total               | Total        | 42 894    | 100 %      |